# Richard Carlson (escritor)
Richard Carlson, Ph.D.,  (Piedmont, 16 de maio de 1961 — São Francisco, 16 de dezembro de 2006) foi um escritor, psicoterapeuta e palestrante motivacional norte-americano, que subiu a fama com o sucesso do seu livro Don’t Sweat the Small Stuff…and it’s all Small Stuff (br: Não Faça Tempestade em Copo de Água) de 1997, ficando por dois anos consecuticos em recordes de vendagem.. O livro foi um dos mais vendidos de todos os tempos, em mais de 135 países, e traduzido em mais de 30 idiomas, recorde publicado no The New York Times. Não Faça Tempestade em Copo d Água é um dos mais importantes fenômenos literários do século XX.
No Brasil o best-seller de Carlson foi publicado pela editora Rocco em 1998.                        

## Origem e formação
Carlson nasceu na cidade de Piedmont, Califórnia e tinha três irmãs. Era um ávido jogador de tênis. Ficou no topo do ranking júnior no norte da Califórnia, em 1979. Recebeu bacharelado da Pepperdine University de ensino superior na cidade de Malibu, mais tarde recebeu o doutoramento abreviado Ph.D. na Universidade La Sierra em Riverside. Em 1981, aos vinte anos de idade, casou-se com a escritora Kristine Carlson e teve duas filhas, Jasmine e Kenna.   

## Carreira de pisicoterapeuta e literária
Carlson iniciou sua carreira como psicoterapeuta e dirigiu um centro de gestão de stress, e publicou seu primeiro livro em 1985, mas tornou-se famoso com seu décimo segundo livro, Don’t Sweat the Small Stuff…and it’s all Small Stuff no topo da lista dos mais vendidos por dois anos. A revista People nomeou Richard Carlson o número um das "Pessoas Mais Intrigantes do Mundo". Era popular no circuito de talk-show. Entretanto, também apareceu no especial de TV Don't Sweat the Small Stuff... and It's All Small Stuff, e depois assumiu a escrita integral.
Carlson escreveu mais de 20 livros de sucesso, dentre eles: Slowing Down to the Speed of Life (1997), Don't Sweat The Small Stuff in Love (2000), e What About the Big Stuff (2002).

## Morte
Carlson morreu em 16 de dezembro de 2006, de uma embolia pulmonar durante um vôo de São Francisco a Nova Iorque, durante uma turnê de divulgação de seu livro Don't Get Scrooged: How to Thrive in a World Full of Obnoxious, Incompetent, Arrogant, and Downright Mean-spirited People (2006). Deixou esposa, Kristine Carlson, e suas duas filhas adolescentes, Jasmine e Kenna;. duas irmãs, Kathleen Carlson Mowris, de Olympic Village, Califórnia, e Anna Carlson, de La Selva Beach, Califórnia;. e seus pais, Bárbara e Don Carlson, de Orinda, Califórnia.

## Obra
- You Can Feel Good Again: Common-Sense Therapy for Releasing Depression and Changing Your Life, Publicado por Penguin Group (USA) Incorporated, 1994. ISBN 0-452-27242-4.
- Não Faça uma tempestade num copo de água - no original Don't Sweat the Small Stuff—and It's All Small Stuff: Simple Ways to Keep the Little Things from Taking Over Your Life. Publicado por Hyperion, 1997. ISBN 0-7868-8185-2.
- You Can Be Happy No Matter What: Five Principles Your Therapist Never Told You, com Dr. Wayne Dyer. Publicado por New World Library, 1997. ISBN 1-57731-064-0.
- Don't Worry, Make Money, Publicado por Hyperion, 1997. ISBN 0-7868-6321-8.
- Slowing Down to the Speed of Life: How to Create a More Peaceful, Simpler Life from the Inside Out, com Joseph Bailey. Publicado por Harper Collins, 1998. ISBN 0-06-251454-7.
- Don't Sweat the Small Stuff with Your Family: Simple Ways to Keep Daily Responsibilities and Household Chaos from Taking Over Your Life, Publicado por Hyperion, 1998. ISBN 0-7868-8337-5.
- A Don't Sweat the Small Stuff Treasury: A Special Selection for Teachers, Publicado por Hyperion, 1999. ISBN 0-7868-6576-8.
- Don't Sweat the Small Stuff at Work: Simple Ways to Minimize Stress and Conflict While Bringing Out the Best in Yourself and Others, Publicado por Hyperion, 1999. ISBN 0-7868-8336-7.a
- Don't Sweat the Small Stuff Teens: Simple Ways to Keep Your Cool in Stressful Times, Publicado por Tandem Library, 2000. ISBN 0-613-31135-3.
- Don't Sweat the Small Stuff in Love: Simple Ways to Nurture and Strengthen Your Relationships While Avoiding the Habits That Break Down Your Loving Connection, com Kristine Carlson. Publicado por Hyperion Books, 2000. ISBN 0-7868-8420-7.
- The Don't Sweat Guide for Parents: Reduce Stress and Enjoy Your Kids More, Don't Sweat Press, Publisher, Don't Sweat Press, Publicado por Hyperion, 2001. ISBN 0-7868-8718-4.
- Don't Sweat the Small Stuff for Men: Simple Ways to Minimize Stress in a Competitive World,  Publicado por Hyperion, 2001. ISBN 0-7868-8636-6.
- Don't Sweat the Small Stuff for Women: Simple and Practical Ways to Do What Matters Most and Find Time for You, com Kristine Carlson, Publicado por Hyperion, 2001, ISBN 0-7868-8602-1.
- The Don't Sweat Guide for Moms: Being More Relaxed and Peaceful So Your Kids Are, Too, com Don't Sweat Press, Kristine Carlson. Publicado por Hyperion, 2002. ISBN 0-7868-8727-3.
- The Don't Sweat Guide for Graduates: Facing New Challenges with Confidence, Don't Sweat Press. Publicado por Hyperion, 2002. ISBN 0-7868-8725-7.
- What About the Big Stuff?: Finding Strength and Moving Forward When the Stakes Are High. Publicado por Hyperion Books, 2003. ISBN 0-7868-8880-6.
- The Don't Sweat Guide for Teachers: Cutting Through the Clutter So That Every Day Counts, Don't Sweat Press, Publicado por Hyperion, 2003. ISBN 0-7868-9053-3.
- The Don't Sweat Guide for Dads: Stopping Stress from Getting in the Way of What Really Matters, Publicado por Hyperion, 2003. ISBN 0-7868-8724-9.
- The Don't Sweat Guide to Your Job Search: Finding a Career You Really Love, by Editors of Don't Sweat Press, Richard Carlson, Publicado por Hyperion, 2004. ISBN 1-4013-0760-4.
- Don't Get Scrooged: How to Thrive in a World Full of Obnoxious, Incompetent, Arrogant, and Downright Mean-spirited People, Publicado por HarperCollins, 2006. ISBN 0-06-075892-9.
- You Can Be Happy No Matter What: Five Principles for Keeping Life in Perspective, com Dr. Wayne Dyer. Publicado por New World Library, 2006. ISBN 1-57731-568-5.
- An Hour to Live, an Hour to Love: The True Story of the Best Gift Ever Given, com Kristine Carlson. Hyperion 2007. ISBN 1-4013-2257-3.
- Focus on the Good Stuff: The Power of Appreciation, por Mike Robbins, Richard Carlson. Publicado por Wiley Default, 2007. ISBN 0-7879-8879-0.